# 斯瓦姆·夏尔马
斯瓦姆·夏尔马（英語：Shivam Sharma，1993年7月10日—），印度男子羽毛球運動員。

## 簡歷
2018年9月，斯瓦姆·夏尔马出戰哈爾科夫羽毛球國際賽，與羅漢·卡普爾合作打進男子雙打比賽四強。

## 主要比賽成績
| 年份   | 賽事                   | 公開賽級別 | 項目     | 拍檔            | 成績   |
| ------ | ---------------------- | ---------- | -------- | --------------- | ------ |
| 2011年 | 亞洲青年羽毛球錦標賽   | 其他       | 混合團體 | －              | 季軍   |
| 2015年 | 孟加拉羽毛球國際挑戰賽 | 國際挑戰賽 | 男子雙打 | 吉希奴·桑亚尔   | 準決賽 |
| 2015年 | 印度羽毛球國際挑戰賽   | 國際挑戰賽 | 男子雙打 | 吉希奴·桑亚尔   | 準決賽 |
| 2016年 | 威爾斯羽毛球國際賽     | 國際挑戰賽 | 男子雙打 | 吉希奴·桑亚尔   | 準決賽 |
| 2017年 | 印度羽毛球國際系列賽   | 國際系列賽 | 男子雙打 | 羅漢·卡普爾     | 準決賽 |
| 2018年 | 哈爾科夫羽毛球國際賽   | 國際挑戰賽 | 男子雙打 | 羅漢·卡普爾     | 準決賽 |
| 2019年 | 緬甸羽毛球國際系列賽   | 國際系列賽 | 男子雙打 | 乌特卡什·阿罗拉 | 準決賽 |
| 2020年 | 烏干達羽毛球國際賽     | 國際系列賽 | 男子雙打 | 塔伦·科纳       | 冠軍   |
| 2020年 | 烏干達羽毛球國際賽     | 國際系列賽 | 混合雙打 | 普爾維莎·拉姆   | 亞軍   |
| 2021年 | 印度羽毛球國際挑戰賽   | 國際挑戰賽 | 男子雙打 | 塔伦·科纳       | 準決賽 |
| 2023年 | 毛里裘斯羽毛球國際賽   | 國際系列賽 | 混合雙打 | 普尔维莎·拉姆   | 準決賽 |

| 2007-2017年 | 首要超級賽 | 超級賽 | 黃金大獎賽 | 大獎賽 | 國際挑戰賽 | 國際系列賽 | 未來系列賽 | 其他 |

| 2018-2026年 | 總決賽 | 超級1000賽 | 超級750賽 | 超級500賽 | 超級300賽 | 超級100賽 | 國際挑戰賽 | 國際系列賽 | 未來系列賽 | 其他 |